# U-352
U-352 — средняя немецкая подводная лодка типа VIIC времён Второй мировой войны.

## История
Заказ на постройку субмарины был отдан 9 октября 1939 года. Лодка была заложена 11 марта 1940 года на верфи «Фленсбургер Шиффсбау», Фленсбург, под строительным номером 471, спущена на воду 7 мая 1941 года. Лодка вошла в строй 28 августа 1941 года под командованием капитан-лейтенанта Гельмута Ратке.

### Флотилии
- 28 августа 1941 года — 1 января 1942 года — 3-я флотилия (учебная)
- 1 января — 9 мая 1942 года — 3-я флотилия.

### История службы

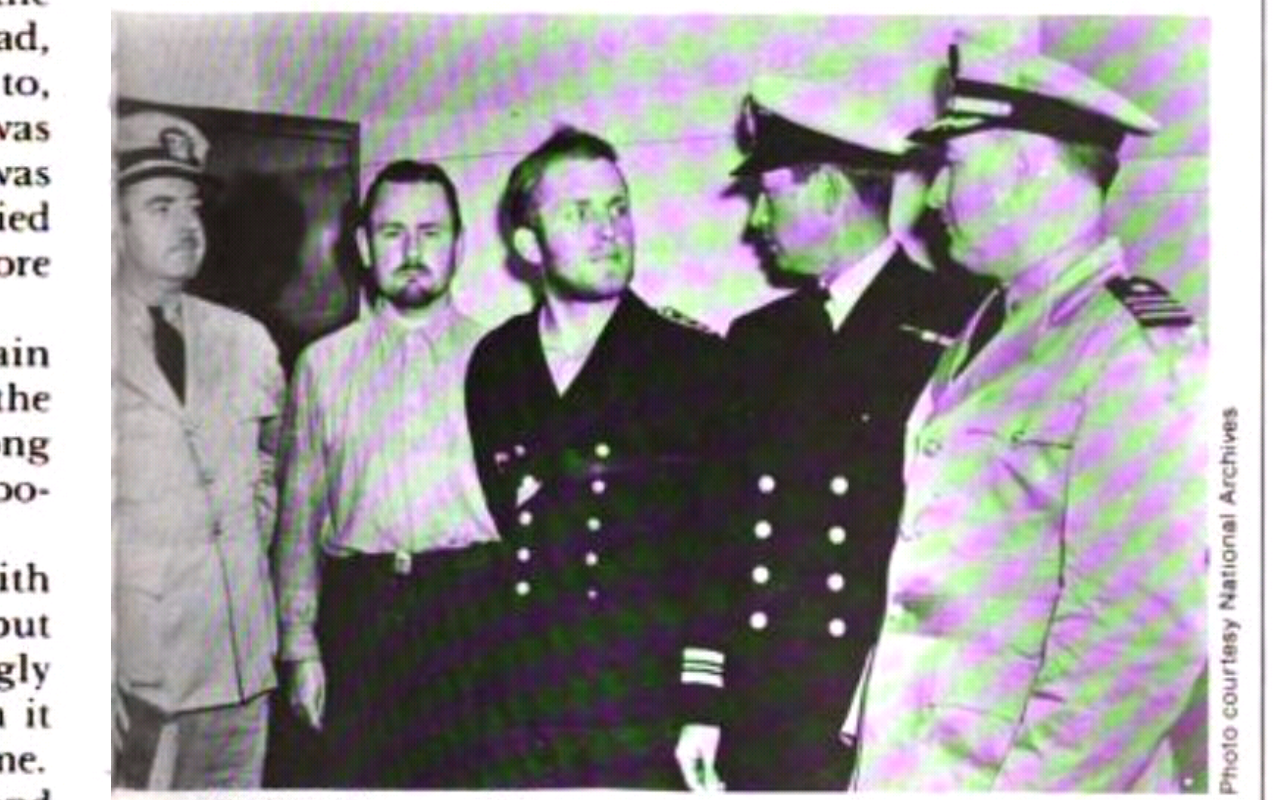
Пленные офицеры U-352, второй слева — командир лодки Гельмут Ратке

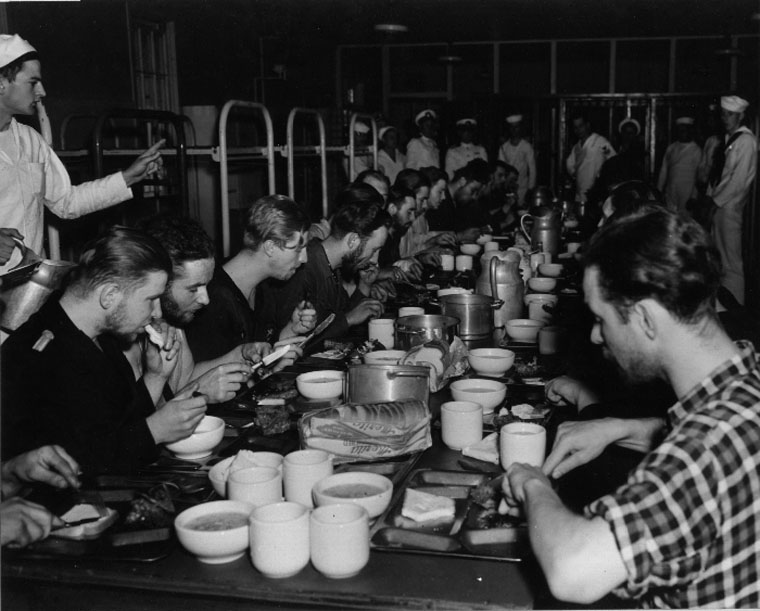
Пленные моряки из экипажа U-352

Лодка совершила 3 боевых похода, успехов не достигла. Потоплена 9 мая 1942 года в Северной Атлантике к юго-западу от мыса Гаттерас у берегов США, в районе с координатами 34°21′ с. ш. 76°35′ з. д. глубинными бомбами с американского корабля береговой охраны «USCGC Icarus». U-352 обнаружила противника и по «Икарусу» была выпущена торпеда, после взрыва которой Гельмут Ратке дал команду на всплытие, что оказалось роковой ошибкой: торпеда взорвалась об дно на мелководье, а «Икарус» на полном ходу шёл к подводной лодке, превратившись из мишени в атакующего. U-352 была обнаружена и попыталась скрыться, но опытный экипаж «Икаруса» преследовал подлодку при помощи гидрофона. Подлодка была атакована глубинными бомбами, в результате чего из строя были выведены оба двигателя, U-352 оказалась обездвижена. Поняв безысходность положения капитан Гельмут Ратке дал команду на экстренное всплытие и сдался врагу вместе с экипажем. 15 человек погибли, 33 члена экипажа спаслись.